# オーロビル (カリフォルニア州)
オーロビル（英: Oroville ['oʊrəvɪl]）は、アメリカ合衆国カリフォルニア州北部、ビュート郡の都市であり、同郡の郡庁所在地である。チコの南東約40km、州都サクラメントの北約110kmに位置する。人口は2万0042人（2020年）。市内にはマイドゥ族インディアンのベリークリーク・ランチェリアの本部がある。

## 歴史
オーロビルはシエラネバダ山脈から流れ出てセントラルバレーの平原を作るフェザー川の岸にある。カリフォルニア・ゴールドラッシュの時代に金鉱山師に物資を供給するためにフェザー川の航行可能な上限の町として設立された。
当初はオファーシティと呼ばれていたが、1854年に最初の郵便局が開局したとき、現在のオーロビルに改名された。

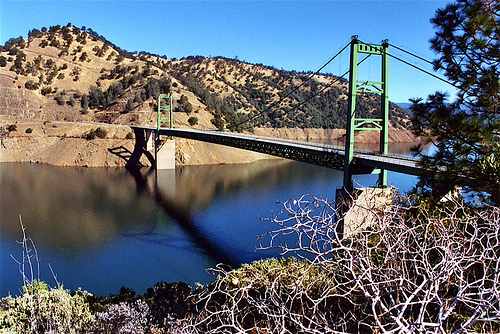
現在のビッドウェルバー橋

ビッドウェルバーで金が発見されてカリフォルニア州でも初期の金探鉱地となり、富を求める数千の山師がオーロビルにやってきた。ビッドウェルバーは現在広大なオーロビル湖の下にあり、当時の名残でカリフォルニア州でも最初の吊橋だったビッドウェルバー橋（カリフォルニア州歴史史跡第314号）が記念になっている。20世紀初期ウェスタン・パシフィック鉄道がシエラネバダ山脈を抜ける全天候フェザー川峡谷ルートの建設を完成させ、「フェザー川ルート」と呼ばれるようになった。有名な列車「カリフォルニア・ゼファー」が運行されるとその20年間で重要な停車駅になった。1983年、この線はユニオン・パシフィック鉄道の一部としてフェザー川峡谷支線となった。高規格道路のカリフォルニア州道70号線がこの峡谷を抜ける鉄道にほぼ平行して走っている。

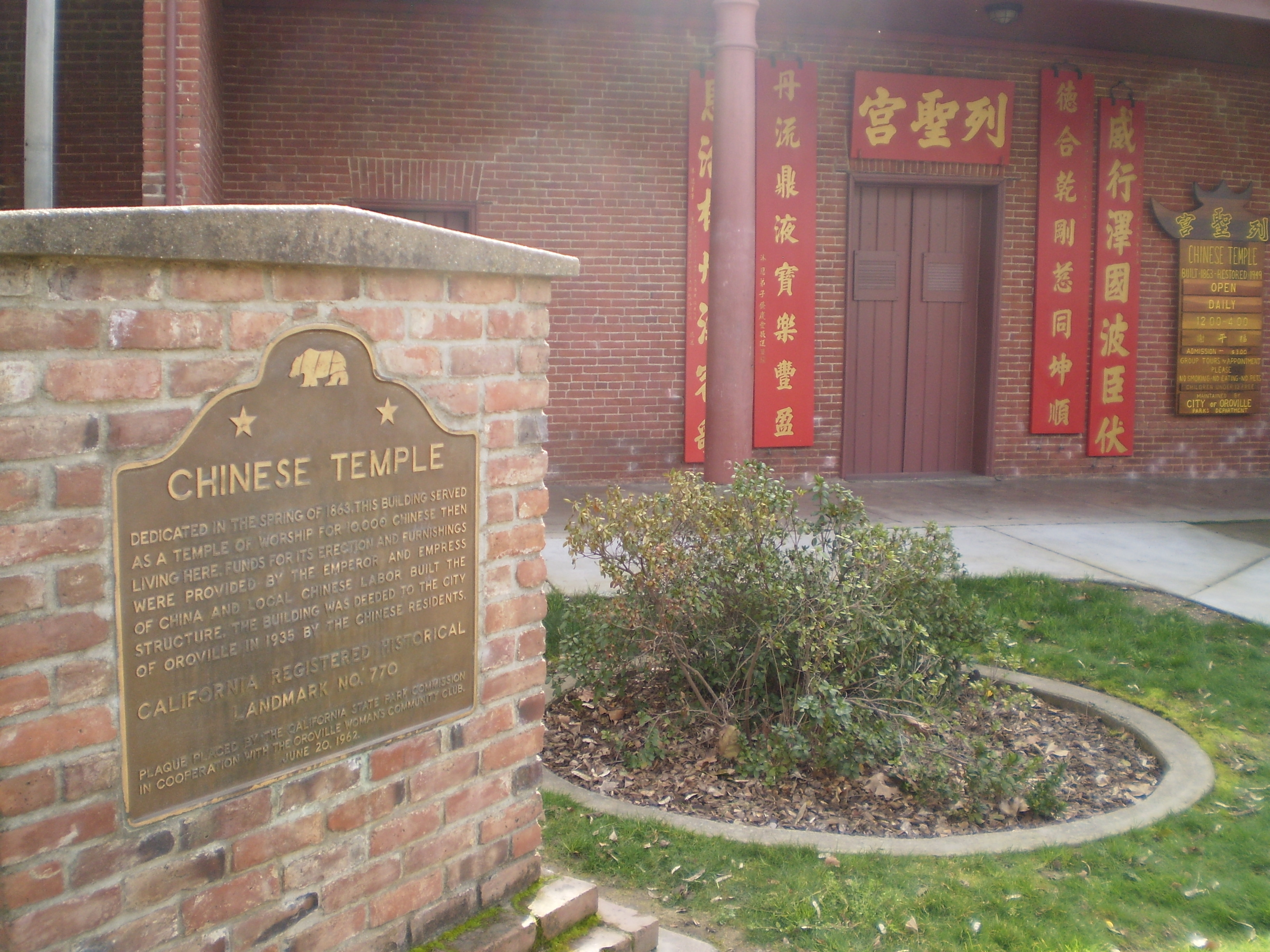
オーロビルの中国寺院

オーロビルの中国寺院はオーロビルの歴史を語るもう一つの記念碑であり、アメリカ合衆国国家歴史登録財とカリフォルニア州歴史史跡第770号に登録されている。開拓時代にここに移住した中国人労働者が中国民間宗教と道教、仏教および儒教という中国3大宗教の信仰者のために礼拝を行う場所としてこの寺院を設立した。現在は中国寺院と庭園と呼ばれ、膨大な人工品の収集物と穏やかな庭園を楽しむことができる。
イシはオーロビルでも最も有名な住人であり、ヤヒ族インディアンの最後の一人、原始時代から西洋文明の中に入った「石器時代」インディアンの最後の者と考えられている。1911年にイシがオーロビルに現れたとき、即座に全国的な脚光を浴びた。オーロビル湖の観光案内所はイシとその社会生活に関する全的な展示とドキュメンタリー映画を備えている。
考古学調査によって、オーロビル地域にある前史時代マーティス人の北西境界となる場所が明らかにされた。
1970年代初期、リチャード・バートン、リー・マーヴィン、O・J・シンプソンが出演した映画『The Klansman』はオーロビルで撮影された。この話はミシシッピ州田園部で起こったものだったが、当時のオーロビルは南部の様子に幾らか似ていた。シンプソンは地元市民のお気に入りであり、高校スポーツの授賞式で賞品を渡したりして、行くところはどこでも友人を作った。マーヴィンとバートンは、バートンの妻エリザベス・テイラーが賃貸のマンションに住んでいたことがあり、プロスペクターズ・ビレッジ・モーテルのバーで飲んでいた。マーヴィンが飲み続けている間に、バートンは地元のミス・ペプシコーラに「婚約前のエンゲージリング」とプレゼントした。映画撮影の終わり頃に、高校の用務員がバートンは用務員の妻といちゃついているという噂を耳にし、その用務員がバートンを追いかけて町から追い出した。

## 地理
オーロビルは北緯39度30分50秒 西経121度33分23秒 / 北緯39.51389度 西経121.55639度に位置している。アメリカ合衆国国勢調査局に拠れば、市域全面積は12.3平方マイル (31.8 km2)であり、このうち陸地は12.2平方マイル (31.7 km2)、水域は0.04平方マイル (0.1 km2)、水域率は0.16%である。
オーロビルはフェザー川の航行可能な上限にある。ユバ川がユバ郡のメアリーズビル近くでフェザー川と合流し、その後にサクラメント川に流れ入る。地質的に西のセントラルバレー沖積平野、南西のシエラネバダ山脈の結晶性土壌、および北の火山性カスケード山脈が合わさる所に位置している。オーロビルは地中海性気候である。

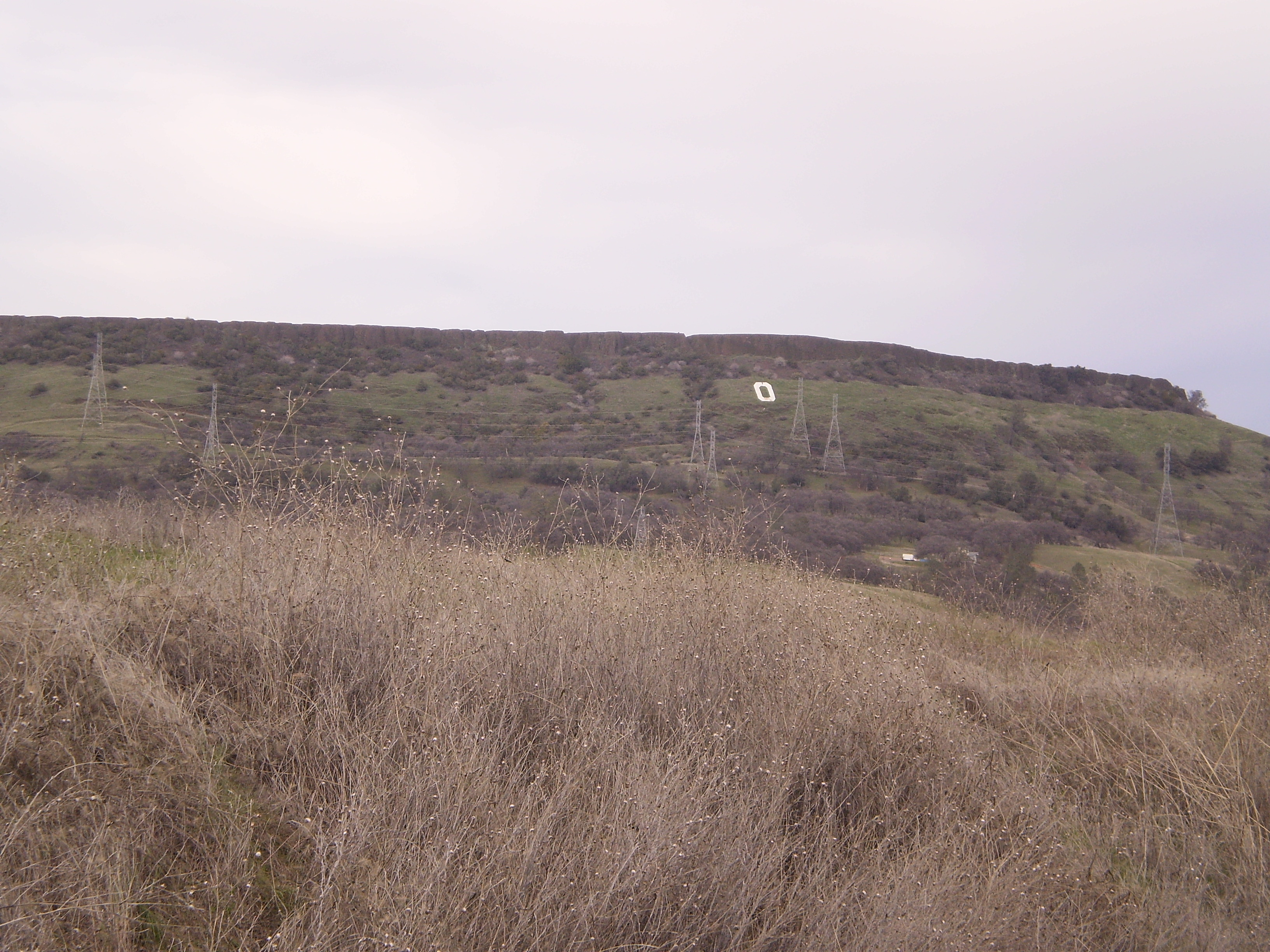
オーロビル近くの山稜

オーロビルは今日サクラメント川とその支流の洪水面で定義されているグレートバレーの東縁にあたる。オーロビルの周辺ではこれら堆積物がフェザー川堆積物の厚い扇状地となっているが、この直ぐ東に白亜紀後期の薄い堆積物が南北方向にある。これらはシエラネバダの地盤の上にあり、オーロビル東部の下はジュラ紀の緑色片岩が表面にある変成岩で構成され、その東はシエラ・バソリス（底盤）の花崗岩となっている。これらは活発な列島弧形成の証拠であり、中生代中期から後期の東側に滑り込む沈み込み帯の上に築かれている。金鉱脈はこの列島弧を辿り、中生代の火成岩のずれや貫入によって動かされている。結晶の多い丘陵部は新生代の始新世にできた細かい海砂に覆われ、さらに新第三紀の火山灰に覆われている。この中にはハワイのダイヤモンドヘッドに似たテーブル状の山もある。

## 地方政府

### 消防署
オーロビル市の地元消防署はオーロビル消防署である。

## 人口動態
以下は2005年の人口推計データである。
| 基礎データ - 人口: 13,004人 - 世帯数: 4,881世帯 - 家族数: 2,948家族 - 人口密度: 409.9人/km2（1,061.4人/mi2） - 住居数: 5,419軒 - 住居密度: 170.8軒/km2（442.3軒/mi2） 人種別人口構成 - 白人: 77.2% - アフリカン・アメリカン: 4.0% - ネイティブ・アメリカン: 3.9% - アジア人: 6.3% - 太平洋諸島系: 0.3% - その他の人種: 2.8% - 混血: 5.4% - ヒスパニック・ラテン系: 8.3% 年齢別人口構成 - 18歳未満: 30.1% - 18-24歳: 10.3% - 25-44歳: 25.8% - 45-64歳: 19.2% - 65歳以上: 14.7% - 年齢の中央値: 33歳 - 性比（女性100人あたり男性の人口） - 総人口: 95.8 - 18歳以上: 90.7 | 世帯と家族（対世帯数） - 18歳未満の子供がいる: 33.9% - 結婚・同居している夫婦: 36.4% - 未婚・離婚・死別女性が世帯主: 18.9% - 非家族世帯: 39.6% - 単身世帯: 33.2% - 65歳以上の老人1人暮らし: 14.5% - 平均構成人数 - 世帯: 2.50人 - 家族: 3.19人 収入と家計 - 収入の中央値 - 世帯: 21,911米ドル - 家族: 27,666米ドル - 性別 - 男性: 28,587米ドル - 女性: 21,916米ドル - 人口1人あたり収入: 12,345米ドル - 貧困線以下 - 対人口: 23.1% - 対家族数: 16.2% - 18歳未満: 39.3% - 65歳以上: 8.9% |

## 見どころ

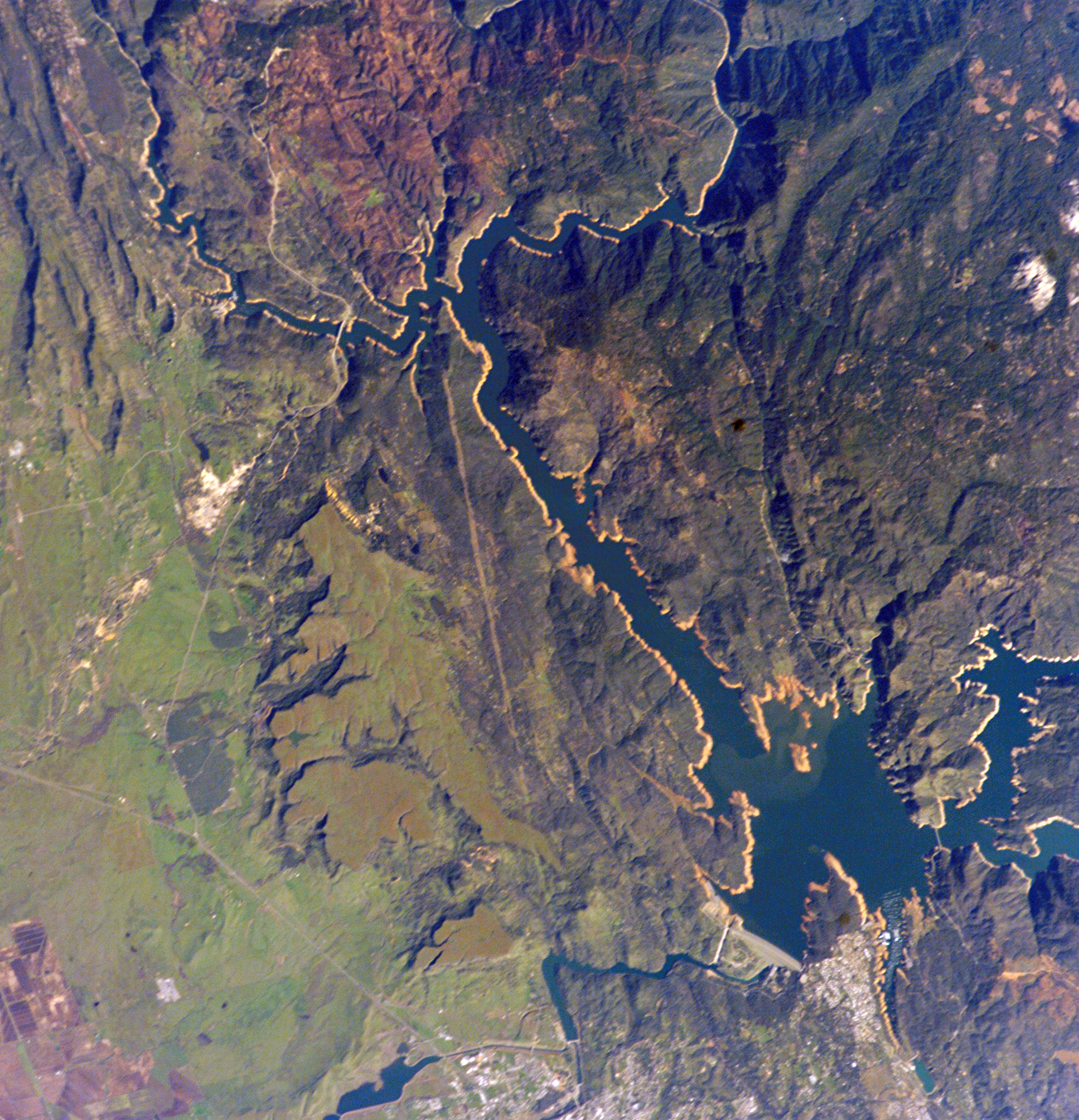
オーロビル湖とシエラネバダ山脈丘陵部の衛星写真

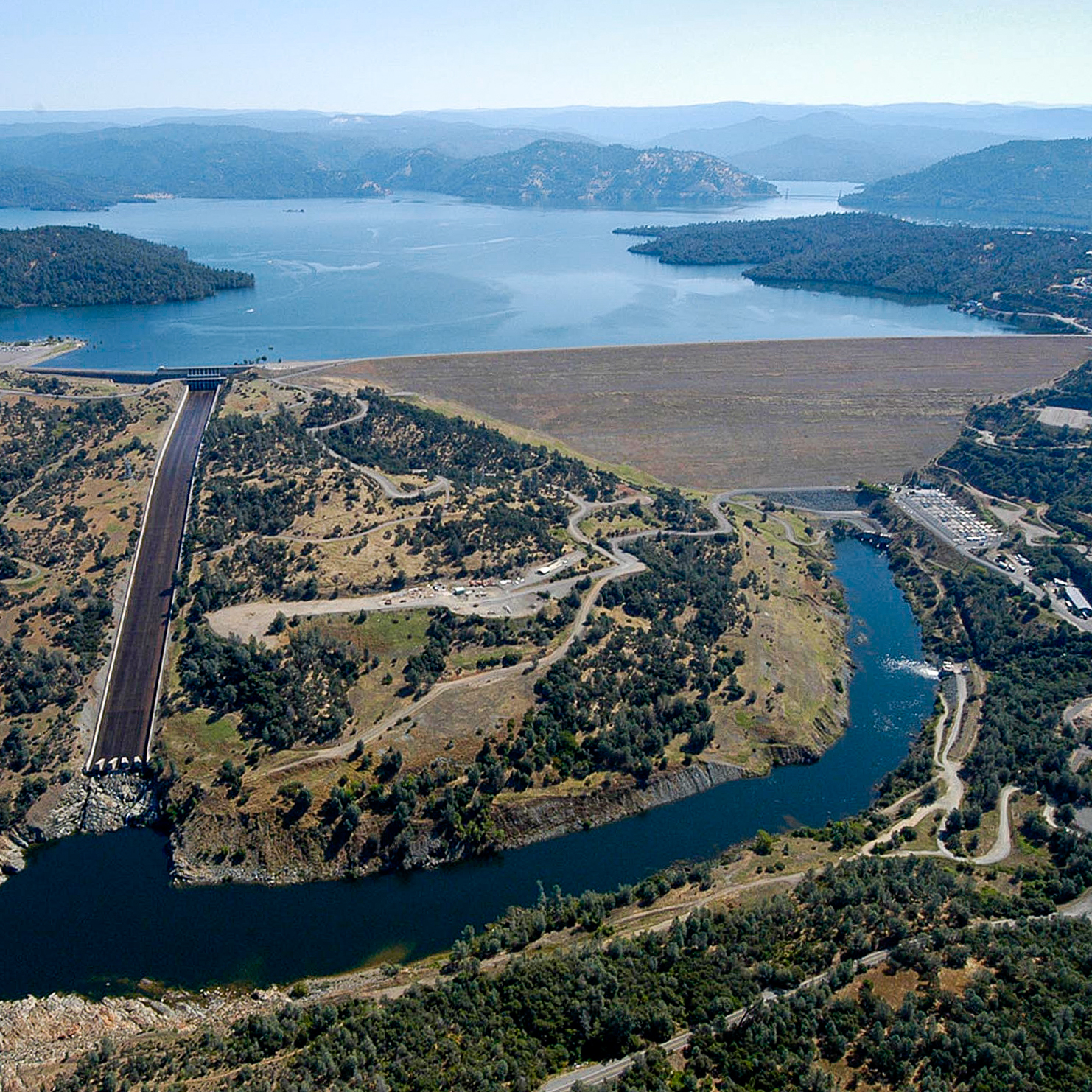
オーロビル・ダム

- オロビル・ダム、オーロビルでも最も有名な場所であり、その大きさは世界でも20位以内に入る。アメリカ合衆国では最大のアースダムであり、高さも最高である。高さは770フィート (235 m)、長さは6920 フィート (2109 m) あり、オーロビル湖を造っている。オーロビル湖は貯水量3,500,000エーカー・フィート (4.3 km³) あり、カリフォルニア州内では2番目の貯水量となっている。カリフォルニア州の給水計画で最も重要な部分を占めている。このダムと湖は水の多い北カリフォルニアから水の乏しい南カリフォルニアに水を移している。設備はオーロビル市とビュート郡との契約を更新しているカリフォルニア州水資源部によって運営されている。州はこの施設に税金を遣っておらず、地元政府や住民との論争になってきた当初の約束に従い湖をレクリエーション地域として開発することも行っていない。
- マザー・オレンジの木、オーロビル市内にあり、北カリフォルニアで最古のオレンジの木である。
- 魚類孵化場、テーブル・マウンテン・ブールバードの川沿いにある。生徒や個人の見学も可能。
- リバーベンド公園、カリフォルニア州道70号線に近いモンゴメリー通り沿いにある。川のボート、釣り、ディスクゴルフ、ランニングとウォーキングの道、川岸が楽しめ、暑い日には噴水が稼動する。
- ベッドロック公園、フェザー川の水泳と釣り、ピックニック場、フェザー川ブールバードの北端、フェザー川沿いにある。
- ブラッド・フリーマン自転車道、全長41マイル (66 km) の自転車道、フェザー川に沿ってダムに登り、市内に下って取水庭に抜ける。
- 中国寺院、1863年に中国人民間宗教人によって建設された。

## 近郷の見どころ
- 南と北のテーブルマウンテン、オーロビル郊外3マイル (5 km) に位置する火山性台地、春の水溜り、鉱山のシャフト、春の野草、古代の玄武岩流、季節による滝がある。
- フェザー滝、アメリカ合衆国で6番目に高い滝、てんとう虫の群れが見られる。
- ボールドロック、花崗岩のバソリス、プラマス国立の森にある。
- オーロビル湖州立レクリエーション地域、湖岸、森林、水流のある広大な地域、オーロビル湖岸に沿って自転車乗り、乗馬の道がある。
- サーマリト・アフターベイ、人工貯水池、オーロビル市の西にある、ボート、狩猟、釣りが楽しめる。
- サーマリト・フォアベイ、小さな人工貯水池、州道70号線近くにある、水泳、ボート、野生生物観察に適している。
- オーロビル州立野生生物保護区、サーマリト排水プールに近いフェザー川の保護された小さな湿地、狩猟や野鳥観察で知られる。

## 商業と文化
近年ビュート郡にあるチコ市が地域の商業中心として成長したので、オーロビルはショッピングが至便で、不動産が安いことでより多くの人々を惹きつけている。過去30年間よりも最近の4年間で多くの家屋が建設されてきた。この理由としてサンフランシスコ・ベイエリアの不動産価格が高騰しニューファミリー層が流出したことが上げられる。
オーロビルにはかなりの数のミャオ族出身者が住んでいる。ミャオ族は東南アジアの特にラオスからベトナム戦争の後で移民してきた。ミャオ族はベトナム戦争のときにアメリカ軍の同盟側であり、ラオスやベトナムで共産軍と戦うために多くの者が徴兵された。1975年にサイゴンが共産軍のために陥落した後はアメリカへの政治亡命を認められた。毎年秋に祭りが行われており、当初は収穫の祭りだったものが新年の祭りと呼ばれるようになった。ミャオ族出身者はオーロビル人口の4.8%を占めており、北カリフォルニアでも最大の社会を構成している。1950年代にヨーロッパからルーマニア人が多く移民してきており、現在でも560人が住んでいる。
近くにあるインディアン居留地ではインディアン人口が増加しており、2000年国勢調査では人口比6.7%だったものが12%までになっている可能性がある。最大の部族はマイドゥ族である。マイドゥ族文化では世界最大の博物館がオーロビル東にあるルックアウト博物館である。
2008年時点のオーロビル市生活費指数は全国平均を100として79.0である。
- オーロビル市民空港が州道162号線の南、州道70号線の西にあり、座標は北緯39度29分19秒 西経121度29分19秒 / 北緯39.48861度 西経121.48861度である。
- マイドゥ族のベリークリーク・ランチェリアは州道162号線沿いにあり、タイムウェイに載せられている部族政府事務所がある。座標はおよそ北緯39度30分08秒 西経121度30分16秒 / 北緯39.50222度 西経121.50444度である。
- カリフォルニア州全州健康計画開発事務所がオーロビル病院を総合救急医療病院に指定した。2006年8月22日時点でレベルIIIの外傷センターと救急医療を行っている。この施設は北緯39度30分17秒 西経121度32分34秒 / 北緯39.50472度 西経121.54278度にある。
- 1987年に地元の教師スティーブ・ハーマンがレコーディングし出版した歌『This Is Oroville』は、一般にカリフォルニア州でも人気の高い「市の歌」と考えられている。

### 主要雇用主
オーロビルの包括的年間財務報告書2008年版によれば>、市内の大きな雇用主トップ10は以下の通りである。
| 順位 | 雇用主                                 | 従業員数 |
| ---- | -------------------------------------- | -------- |
| 1    | ビュート郡                             | 2,384    |
| 2    | オーロビル病院                         | 1,233    |
| 3    | パシフィックコースト・プロデューサーズ | 725      |
| 4    | ウォルマート                           | 261      |
| 5    | シエラ・パシフィック・インダストリーズ | 135      |
| 6    | キュリエ・スクェア                     | 127      |
| 7    | オーロビル市                           | 119      |
| 8    | ザ・ホーム・デポ                       | 105      |
| 9    | ロプラスト・インダストリーズ           | 103      |
| 10   | RCBS                                   | 96       |

## 教育
オーロビル統合高校教育学区はオーロビル地域全体で市内に含まれていない地域までを管轄している。この教育学区はラスプラマス高校とオーロビル高校という伝統的な高校2校と、継続学習校であるプロスペクト高校が含まれている。成人教育のオーロビル成人学校もある。
オーロビル基礎教育学区には小学校5校と中学校2校が含まれる。周辺地域には多くの小さな教育学区がある。高等教育機関としてはビュート・コミュニティ・カレッジが町の直ぐ北にあり、近くにはカリフォルニア州立大学チコ校がある。

## メディア
オーロビルには低出力コミュニティ・ラジオ局であるKRBS-LPがあり、バード通りアーバーデイ・メディアプロジェクトが運営している。この局はオーロビルとその周辺地域の多くのボランティアによって第二次プロメテウス・タジオ・プロジェクトの旗揚げとして2002年4月に設立された。音楽、ニュースおよび公的事情を放送している。

## 大型基金適用箇所
オーロビルには大型基金適用土壌浄化箇所としてコッパーズ社の製材所、ルイジアナ・パシフィック製材所とウェスタン・パシフィック鉄道の3か所が指定され、その内の2か所は浄化が終わって指定から外れた。
コッパーズ社の製材所は1984年9月21日に、未舗装地域に排出された化学品によるペンタクロロフェノール、ダイオキシン類、フラン、多環芳香族炭化水素、重金属（銅、クロム、ヒ素）の汚染が指定された。
ルイジアナ・パシフィック製材所は1986年6月10日に、ペンタクロロフェノール、ダイオキシン類、フラン、重金属（ヒ素、ホウ素、銅）および多環芳香族炭化水素の汚染で指定された。環境浄化の後、この場所は1996年11月21日に指定から外された。製材所は2001年に閉鎖された。
ウェスタン・パシフィック鉄道の操車場は1990年8月30日に、揮発性有機化合物と重金属（ヒ素、鉛、クロム）の汚染で指定された。環境浄化の後、この場所は2001年8月29日に指定から外された。

## 著名な住人と出身者
- イシ、ヤヒ族インディアンの最後の一人
- E・S・ガードナー、弁護士ペリーメイスンシリーズ推理小説の著者
- チャック・イェーガー、初めて音速の壁を破ったパイロット
- ゲーリー・ノーラン、プロ野球選手
- チェズレイ・サレンバーガー、2009年1月15日にハドソン川への不時着水を成功させたUSエアウェイズ1549便のパイロット、妻はロレーヌ・ヘンリーであり、1976年にオーロビル高校を卒業した。
- ボビー・チャコン、プロボクサー、WBC世界2階級制覇王者
- ザ・マーシー・ブラザーズ、カントリー音楽のトリオ
- ケビン・ブラウン、1990年代初期のプロ野球選手
- アイザック・オースティン、プロのバスケットボール選手
- ショーン・ベッカー、スプリントカーレースのドライバー[10]
- ロバート・H・ヤング、朝鮮戦争で名誉勲章を受章
- ショーン・バイアス、総合格闘家
- ジョシュ・ヒンクル、総合格闘家
- アーロン・チャールズ・ロジャーズ、プロのアメリカンフットボール選手

## 姉妹都市
- - マサチューセッツ州セイラム